# Museu Nacional dos Direitos Civis

O Museu Nacional dos Direitos Civis (em inglês: National Civil Rights Museum) é um complexo de museus e edifícios históricos em Memphis, Tennessee, EUA. Suas exposições traçam a história do movimento dos direitos civis nos Estados Unidos desde o século XVII até o presente. O museu foi construído em torno do antigo Lorraine Motel, local do assassinato de Martin Luther King Jr. em 1968, King morreu no St. Joseph's Hospital. Dois outros edifícios e suas propriedades adjacentes, também relacionados ao assassinato de King, foram adquiridos como parte do complexo do museu.
Após reformas, o museu foi reaberto em 2014 com um aumento na quantidade de exibições multimídia e interativas, além de vários curtas-metragens para mostrar os destaques. O museu pertence e é operado pela Lorraine Civil Rights Museum Foundation, com sede em Memphis. O Lorraine Motel é de propriedade do Museu do Estado do Tennessee e alugado por longo prazo para a fundação operar como parte do complexo do museu. Em 2016, o museu recebeu a honra de se tornar um museu afiliado à Smithsonian. Ele também é uma propriedade que contribui para o Distrito Histórico da South Main Street do Registro Nacional de Lugares Históricos.

## História

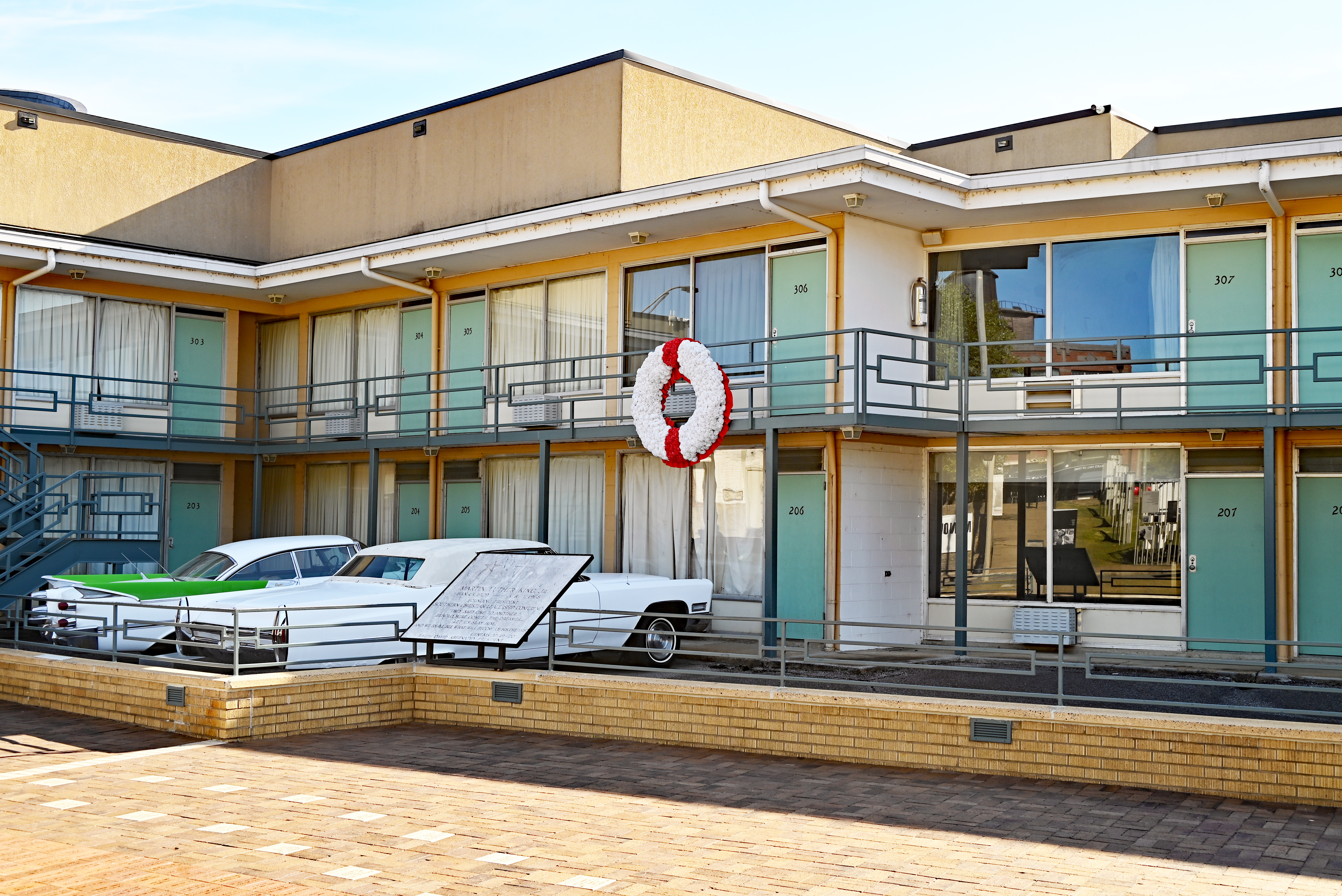
O Lorraine Motel faz parte do complexo do Museu Nacional dos Direitos Civis. A coroa de flores marca o local aproximado de King no momento de seu assassinato.

O local começou como Windsorlorrine Hotel, com 16 quartos, por volta de 1925, e mais tarde ficou conhecido como Marquette Hotel. Em 1945, Walter Bailey o comprou e o rebatizou em homenagem à sua esposa Loree e à música "Sweet Lorraine". 
Durante a era da segregação, Bailey operou o motel como uma hospedagem de luxo que atendia a uma clientela negra. Ele acrescentou um segundo andar, uma piscina e acesso de carro para mais quartos no lado sul do complexo. Ele mudou o nome de Lorraine Hotel para Lorraine Motel. Entre seus hóspedes durante a década de 1960 estavam músicos que frequentavam a Stax Records, incluindo Ray Charles, Lionel Hampton, Aretha Franklin, Ethel Waters, Otis Redding, The Staple Singers e Wilson Pickett.

### Criação da fundação do memorial

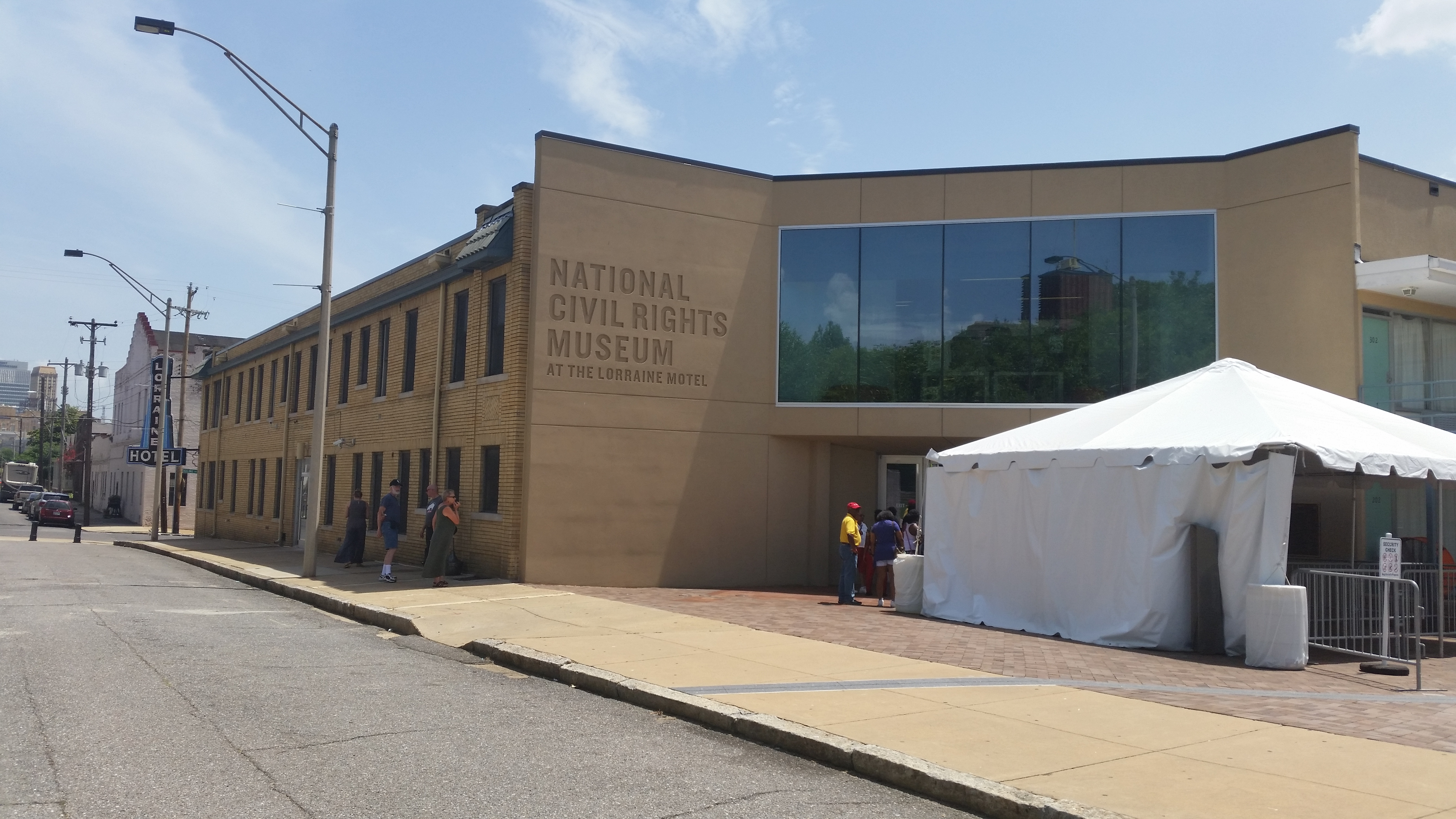
Entrada do Museu Nacional dos Direitos Civis.

Em 1984, o grupo mudou o nome de sua organização para Lorraine Civil Rights Museum Foundation. O Lorraine finalmente fechou como um motel SRO em 2 de março de 1988. Os representantes do xerife foram necessários para despejar a última inquilina resistente, Jacqueline Smith, em preparação para uma reforma de US$ 8,8 milhões. O proprietário do Lorraine Motel, Walter Bailey, morreu em julho de 1988, antes de ver os resultados de seus esforços para estabelecer o museu.
A Fundação trabalhou com o curador da Smithsonian Institution, Benjamin Lawless, para desenvolver um projeto que salvasse os aspectos históricos do local. A empresa McKissack and McKissack, de Nashville, Tennessee, foi escolhida para projetar um museu moderno nas partes do terreno que não estavam diretamente relacionadas ao assassinato.

### Abertura do museu em 1991

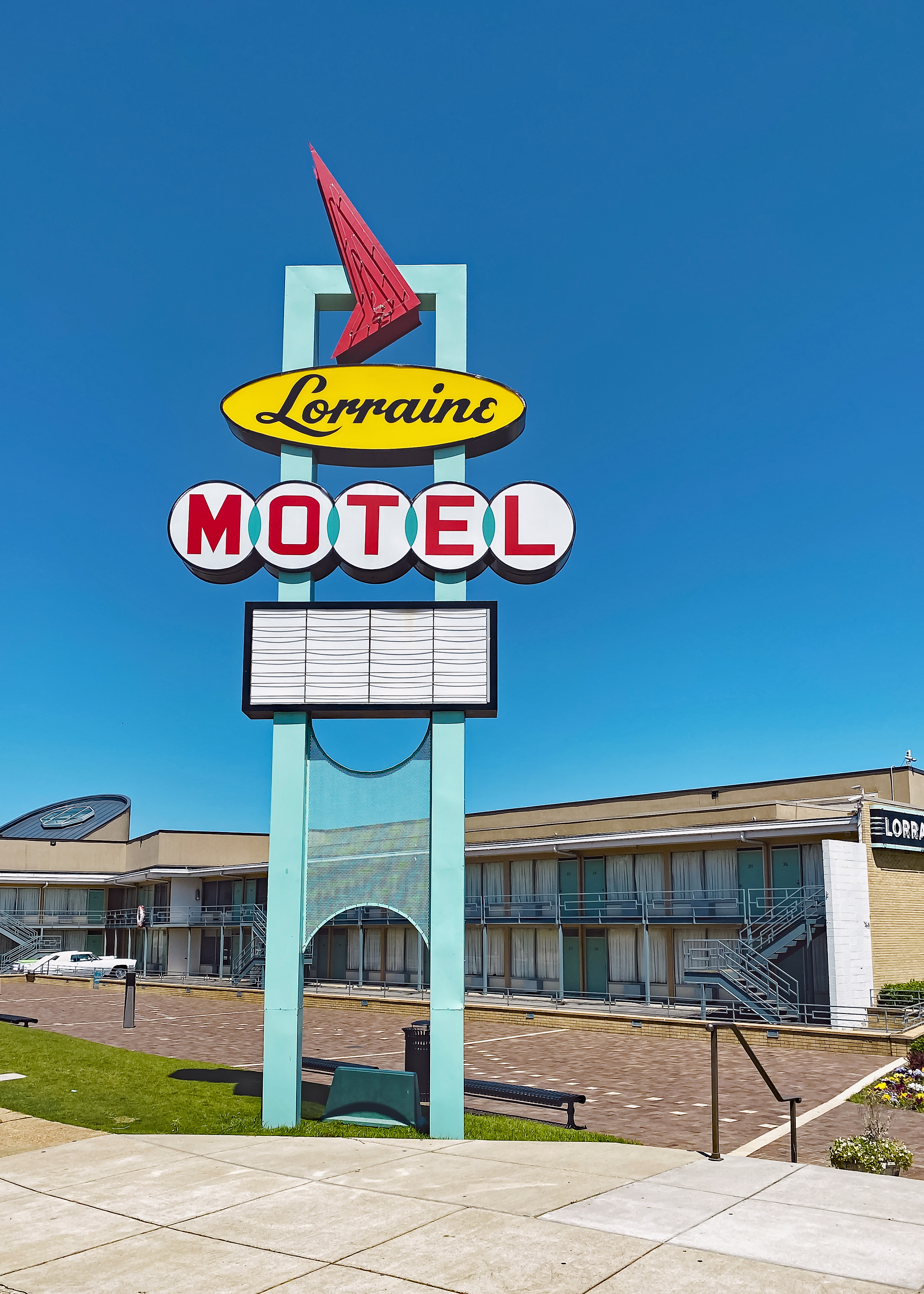
Lorraine Motel, Memphis, Tennessee

O museu foi inaugurado em 4 de julho de 1991 e aberto oficialmente ao público em 28 de setembro de 1991. D'Army Bailey foi o presidente fundador do museu.
Em 1999, a Fundação adquiriu o Edifício Young and Morrow e seu terreno baldio associado no lado oeste da Mulberry, como parte do complexo do museu. Um túnel foi construído sob o terreno para conectar o edifício ao motel. A Fundação tornou-se a responsável pela custódia dos arquivos da polícia e das evidências associadas ao assassinato, incluindo o rifle e a bala fatal. Esses arquivos estão expostos em uma exposição de 3,9km² no antigo edifício Y&M, inaugurada em 28 de setembro de 2002.

### Renegociação do contrato de aluguel com o estado em 2007
Ao longo dos anos, houve controvérsias sobre a composição da diretoria da Fundação do museu e sobre a missão do museu, pois as pessoas tinham opiniões diferentes. Essas questões chegaram ao ápice em dezembro de 2007, quando a fundação do museu solicitou ao estado, que era o proprietário da propriedade, que estendesse seu contrato de arrendamento por 50 anos sem aluguel. Bailey, um juiz do tribunal de circuito, disse que estava desapontado com a ênfase do museu na história. Ele disse que havia imaginado o museu como uma instituição para inspirar o ativismo. Em 2007, os membros da diretoria incluíam brancos do mundo corporativo. Bailey e outros ativistas da comunidade criticaram a diretoria por considerá-la "branca demais" e alegaram que eles estavam excluindo a comunidade. Beverly Robertson, então diretora do museu, defendeu a diretoria e a operação do museu.
Gregory Duckett, membro da diretoria, discordou da interpretação de Bailey, dizendo que o museu nunca foi concebido como uma instituição ativista. Robertson observou que muitos membros da diretoria eram afro-americanos que haviam sido ativistas e também entraram na vida corporativa. Em 2007, o estado concordou com um contrato de aluguel de 20 anos, assumindo a manutenção principal do complexo. Ele exigiu que a diretoria do museu realizasse reuniões públicas anuais e aumentasse o número de membros afro-americanos na diretoria.

### Reformas de 2012
O museu principal fechou em novembro de 2012 para uma reforma de US$ 27,5 milhões, que incluiu mudanças nas exposições e atualizações nos sistemas do edifício. As exposições foram atualizadas para garantir a precisão histórica e aumentar seu poder de evocação, o trabalho foi orientado por um grupo de reconhecidos estudiosos dos direitos civis. Muitas das exposições mais populares do museu não sofreram alterações, como o quarto 306 (onde King estava hospedado quando morreu), a réplica do caminhão de saneamento (King foi a Memphis para apoiar uma greve dos trabalhadores de saneamento da AFSCME) e a réplica do ônibus em que Rosa Parks viajou em Montgomery, Alabama, antes de iniciar o boicote aos ônibus de Montgomery em 1955-1956. O ônibus original está no Museu Henry Ford em Dearborn, Michigan.
Na reabertura de 2014, uma nova e importante exposição apresentada é uma réplica da sala da Suprema Corte dos EUA onde, em 1954, foi ouvida a argumentação oral do caso Brown v. Board of Education, no qual a Suprema Corte decidiu que a segregação nas escolas públicas era inconstitucional. Essa foi uma grande vitória para o movimento dos direitos civis. O museu tem vários quiosques interativos nos quais os visitantes podem acessar áudio, imagens, textos e vídeos sobre todo o movimento pelos direitos civis. Os visitantes podem pesquisar textos com base em eventos, locais ou temas. Muitas exposições agora contam com "estações de escuta", onde os visitantes com fones de ouvido podem ouvir áudio sobre a exposição que estão vendo; uma delas apresenta a voz de Malcolm X em um debate. Mais de 40 novos curtas-metragens em todo o museu também aumentam o efeito das exposições.
O museu reformado foi aberto ao público em 5 de abril de 2014. A avaliação da Associated Press disse: "As exposições poderosas e intensas dão o tom de uma experiência evocativa e imersiva no museu que narra a história da luta pelos direitos civis nos Estados Unidos". O estudioso de King, Clayborne Carson, da Universidade de Stanford, disse que as reformas do museu apresentam "os melhores e mais recentes estudos sobre direitos civis disponíveis atualmente".

## Localização e complexo

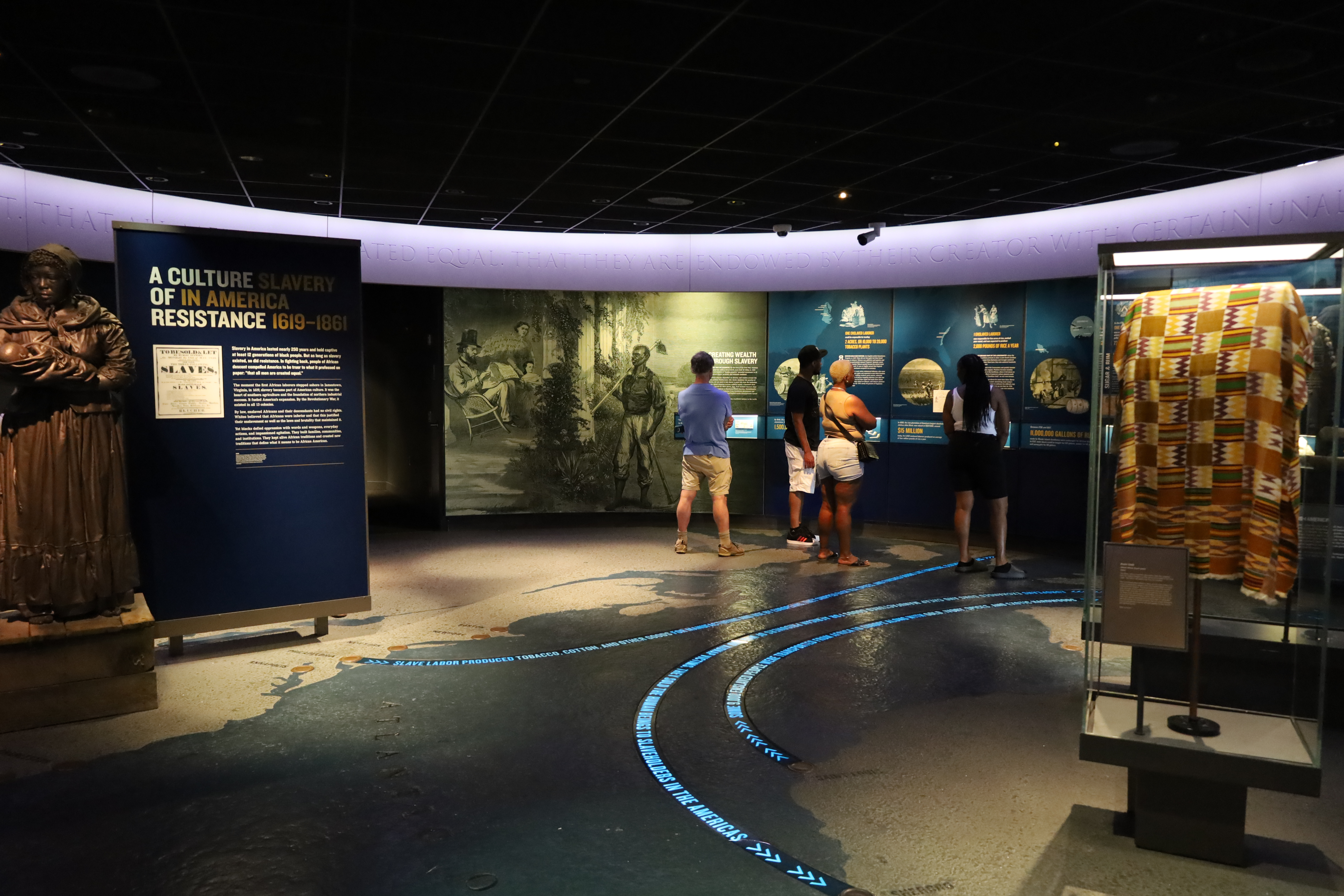
Exibição no museu

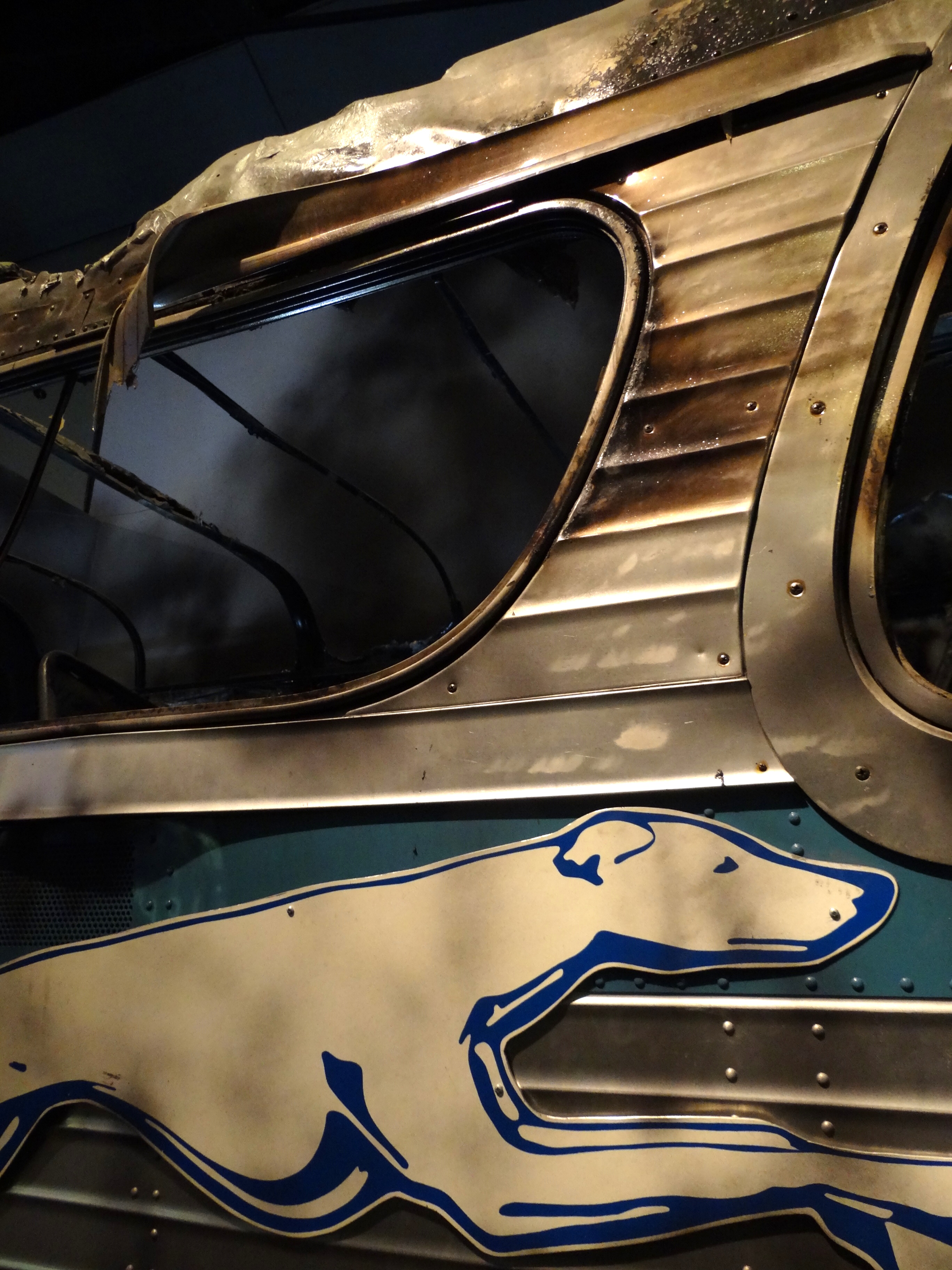
Recriação do ônibus da Greyhound que foi destruído por supremacistas brancos durante as Viagens da Liberdade

O complexo está localizado na Mulberry Street, 450, e todas as propriedades, exceto o Lorraine Motel, pertencem à Lorraine Civil Rights Museum Foundation. O motel é de propriedade do Estado do Tennessee e operado pela Fundação em um contrato de arrendamento de 20 anos com o Museu do Estado do Tennessee em Nashville.
O museu principal está localizado na extremidade sul do centro de Memphis, no que hoje é chamado de South Main Arts District. Fica a cerca de seis quadras a leste do rio Mississippi. O terreno principal, de 16.800 m², inclui o museu, o Lorraine Motel e os edifícios associados. O museu também possui o Edifício Young and Morrow, na 422 Main Street. Foi nesse local que James Earl Ray inicialmente confessou (e depois se retratou) ter atirado em King. O complexo inclui a Canipe's Amusement Store, na Main Street, 418, ao lado da casa de cômodos onde foi encontrada a arma do crime com as impressões digitais de Ray. Nesta região está o terreno baldio que ficava entre a casa de cômodos e o motel.
O museu exibe vários veículos de valor histórico ou relevantes para o período. Os veículos em exibição incluem um caminhão de lixo da International Harvester em uma exposição sobre a greve de saneamento de Memphis de 1968 que levou King a Memphis, o Ford Mustang branco de 1966 de James Earl Ray, um Cadillac de 1968 e um Dodge de 1959 estacionados do lado de fora do motel, uma recriação da carcaça queimada de um ônibus da Greyhound usado pelos Viajantes da Liberdade e um ônibus representativo do boicote aos ônibus de Montgomery.

## O protesto de Smith

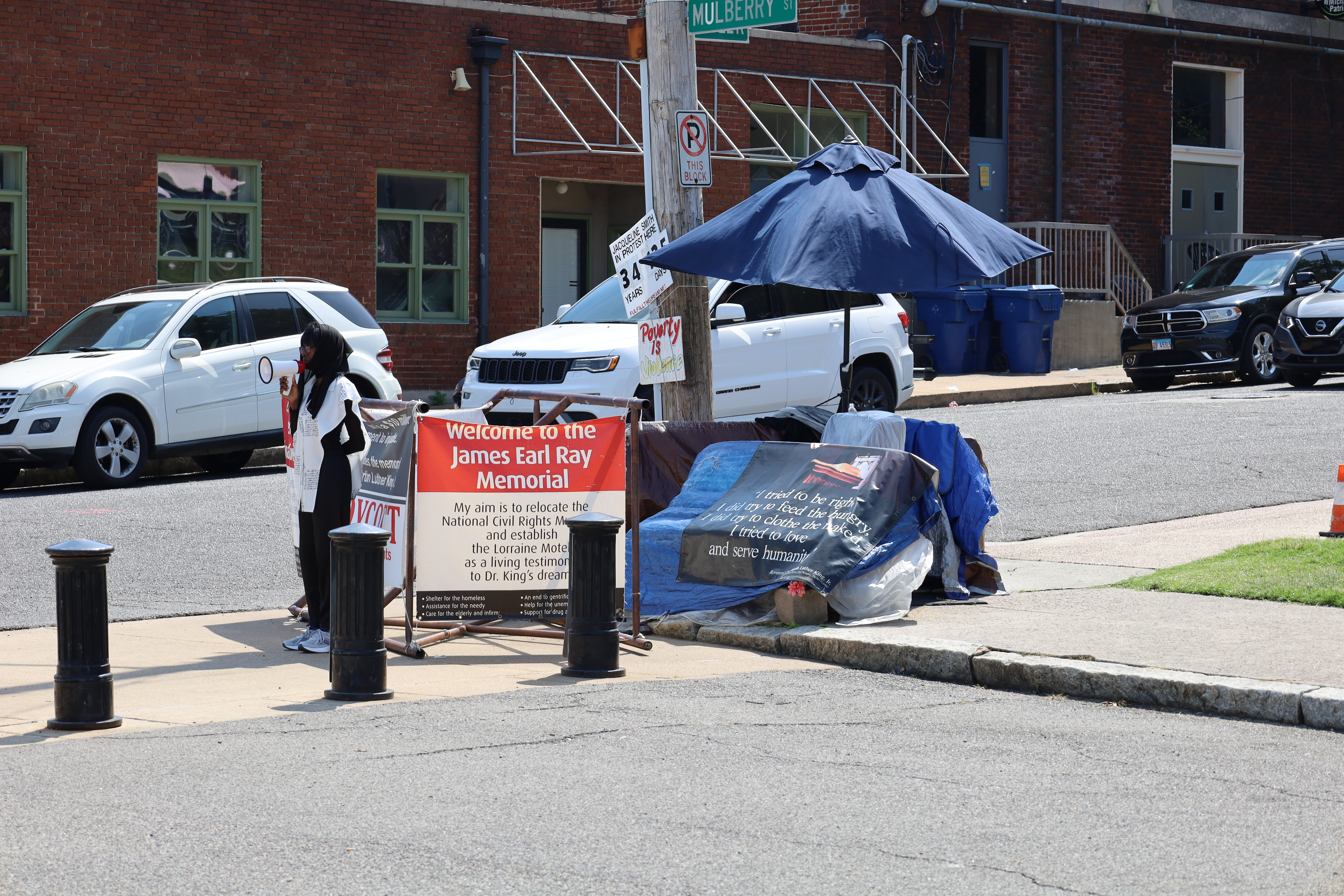
Vigília de protesto de Jacqueline Smith ao lado de fora do Lorraine em 2022

No final, o Lorraine Motel abrigava hóspedes e residentes temporários como uma acomodação de apenas um cômodo (SRO). A última residente foi Jacqueline Smith, que morava no local desde 1973, quando trabalhava no motel como governanta. Quando o motel foi fechado em 1988, Smith foi despejada. Na época, a vizinhança em torno do Lorraine Motel era uma área de baixa renda, de população predominantemente negra. A reconstrução da vizinhança estava relacionada a outros projetos de renovação urbana no centro da cidade e à inclusão do museu no distrito artístico. Smith e muitos outros afirmam que o museu, bem como outros componentes do redesenvolvimento urbano e o crescimento do setor de turismo histórico, contribuíram para a gentrificação da área de South Main St. Smith argumenta que King provavelmente teria preferido esforços para apoiar as comunidades em dificuldades em Memphis, em vez de projetos que as desenraizassem e alienassem ainda mais.
Os pertences de Smith foram empilhados do outro lado da rua, onde ela os cobriu com uma lona, montou acampamento e continuou a viver enquanto mantinha sua vigília de protesto.
Smith achava que King teria se oposto ao gasto de US$ 27 milhões em um prédio para ele e ao despejo dos residentes do motel, em vez de investir em políticas e programas que ajudariam as comunidades de cor e as comunidades pobres. Desde o início de sua vigília, Smith falou com milhares de visitantes, tentando divulgar a mensagem de King e explicar o que pensa sobre o museu. Smith continuou sua vigília de protesto por mais de 30 anos.